# Кокай

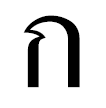

Кокай (тайск. กอไก่, кай — «курица / петух») — ко, первая буква тайского алфавита, обозначает глухой велярный взрывной согласный. Как инициаль относится к группе аксонклан (средний класс). Как финаль относится к матре мекок (финаль «К»). В тайском словаре раздел буквы (инициали) кокай самый объёмный и составляет около 10 % книги. В бирманском пали кокай соответствует букве каджи, в сингальском пали соответствует букве каянна, в кхмерском пали соответствует букве ка. В тайской раскладке кокай соответствует клавише рус. В/англ. D.
Тонирование кокай:
| Сиенг саман | Сиенг эк | Сиенг тхо | Сиенг три | Сиенг тьаттава |
| ก           | ก่        | ก้         | ก๊         | ก๋              |

## Грамматика
- ก็ (ко) — подчинительный союз то, тогда, в таком случае. Перед сказуемым в главном предложении подчёркивает связь с действием временного, условного, причинно-следственного предложения.
- แก่ (кэ) — предлог, соответствует дательному падежу.
- กับ (кап) — сочинительный союз с.
- Куа — показатель сравнительной степени.
- Ка — предлог и союз «С».